# Katharinenstift (Bad Wildbad)

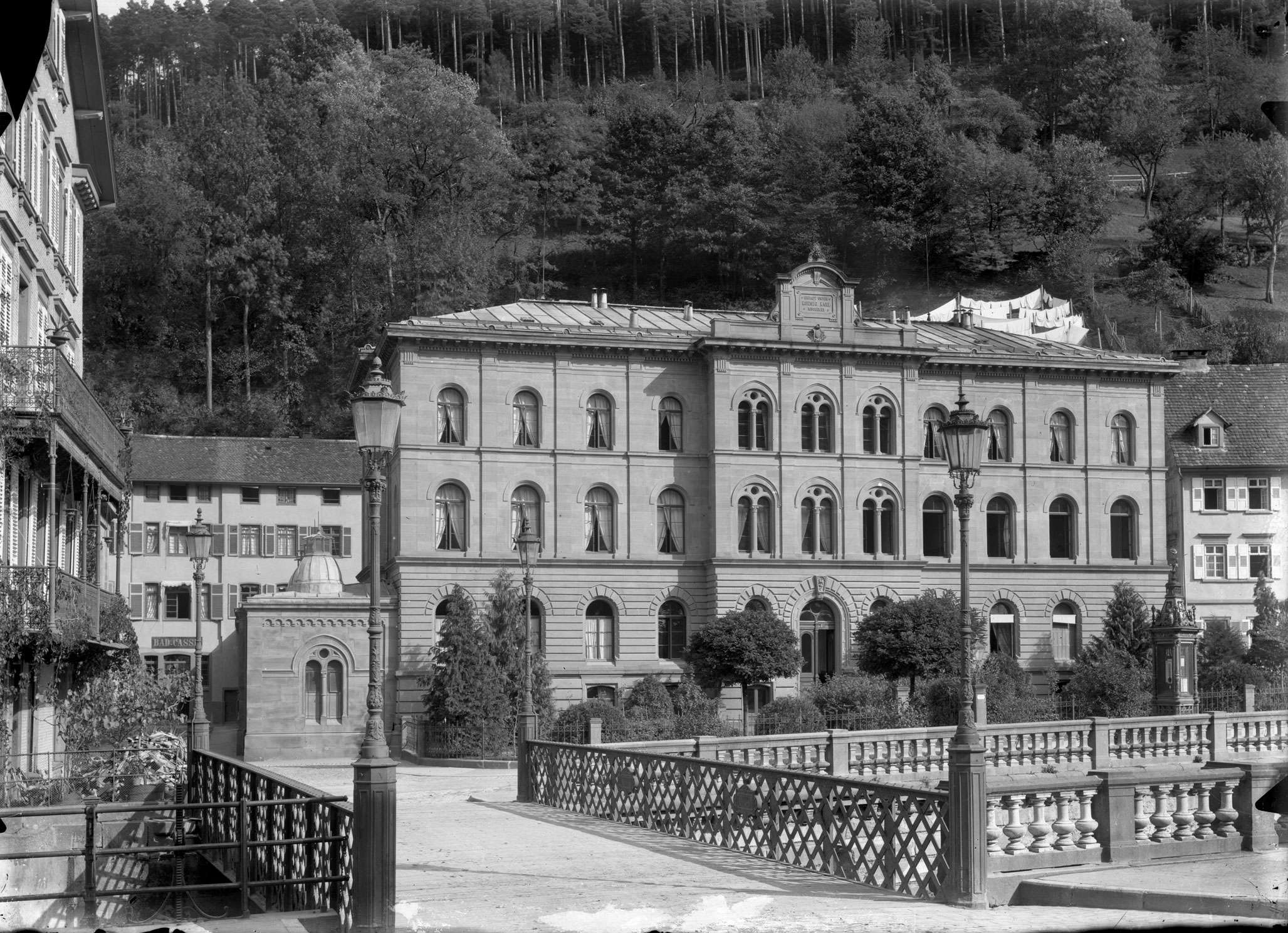
Neues Katharinenstift (Ansicht in den 1920er Jahren)

Das Katharinenstift war eine wohltätige Einrichtung in Wildbad. Es befand sich ungefähr an der Stelle des heutigen Neuen Eberhardsbades.

## Geschichte
1810 wollte der Besitzer des damaligen Gasthauses zum Grünen Baum in Wildbad bauliche Veränderungen an dem Gebäude vornehmen. Dabei wurde ein verschüttetes Bassin unter dem Haus entdeckt, in dem Wasser mit einer Temperatur zwischen 25,5 und 27 Grad Réaumur (31,9 – 33,8 °C) stand. Der Schutt wurde beiseitegeräumt und das Bassin zu einer Pferdeschwemme umgestaltet, da sich herausstellte, dass schon das alte Pferdebad sein Wasser aus dieser Quelle bezogen hatte. Unter König Wilhelm wurde dann das Anwesen angekauft und 1825 ein Teil des Hauses zum Hospital umgebaut, das nach der Königin Katharina benannt wurde. Später konnte durch diverse Stiftungen das gesamte Haus den Kranken zugewiesen werden. Bedürftige konnten dort in der Zeit zwischen dem 15. Mai und dem 15. September jeweils für einen Monat kostenlos unterkommen und versorgt und therapiert werden; etwas bemitteltere Nutzer zahlten für die Unterkunft, erhielten aber freie Kost und freie Bäder. Pro Saison konnten damit 63 Kranke, ab der Mitte des 19. Jahrhunderts sogar 176 Kranke versorgt werden.
Das Katharinenstift wurde von 1867 bis 1870 nach Plänen von Albert von Bok erneuert. Der Neubau gliederte sich in das viergeschossige Stiftsgebäude und einen eingeschossigen Badehausanbau. Die äußere Gestaltung war den benachbarten Badgebäuden angepasst.
Im Souterrain und erhöhten Erdgeschoss waren ein zentrales Vestibül, Umkleide- und Arzträume, Küche und Magazin untergebracht. In den Obergeschossen befanden sich die Wohn- und Aufenthaltsräume. Der Badanbau umfasste je zwei große und kleine Gemeinschaftsbecken und vier Einzelbäder. Mit dem Bau wurde auch das angrenzende Kleine Bad um vier Einzelbäder erweitert.
Nach der Fertigstellung diente das Neue Katharinenstift zunächst als Kriegslazarett und wurde 1872 offiziell eingeweiht. Das alte Gebäude musste dem Ausbau der Straße weichen.
Nach dem Zweiten Weltkrieg wurde das ehemalige Landesbadspital zum Staatlichen Rheumakrankenhaus Katharinenstift mit 60 Betten umgebaut und am 1. Juli 1950 wiedereröffnet.

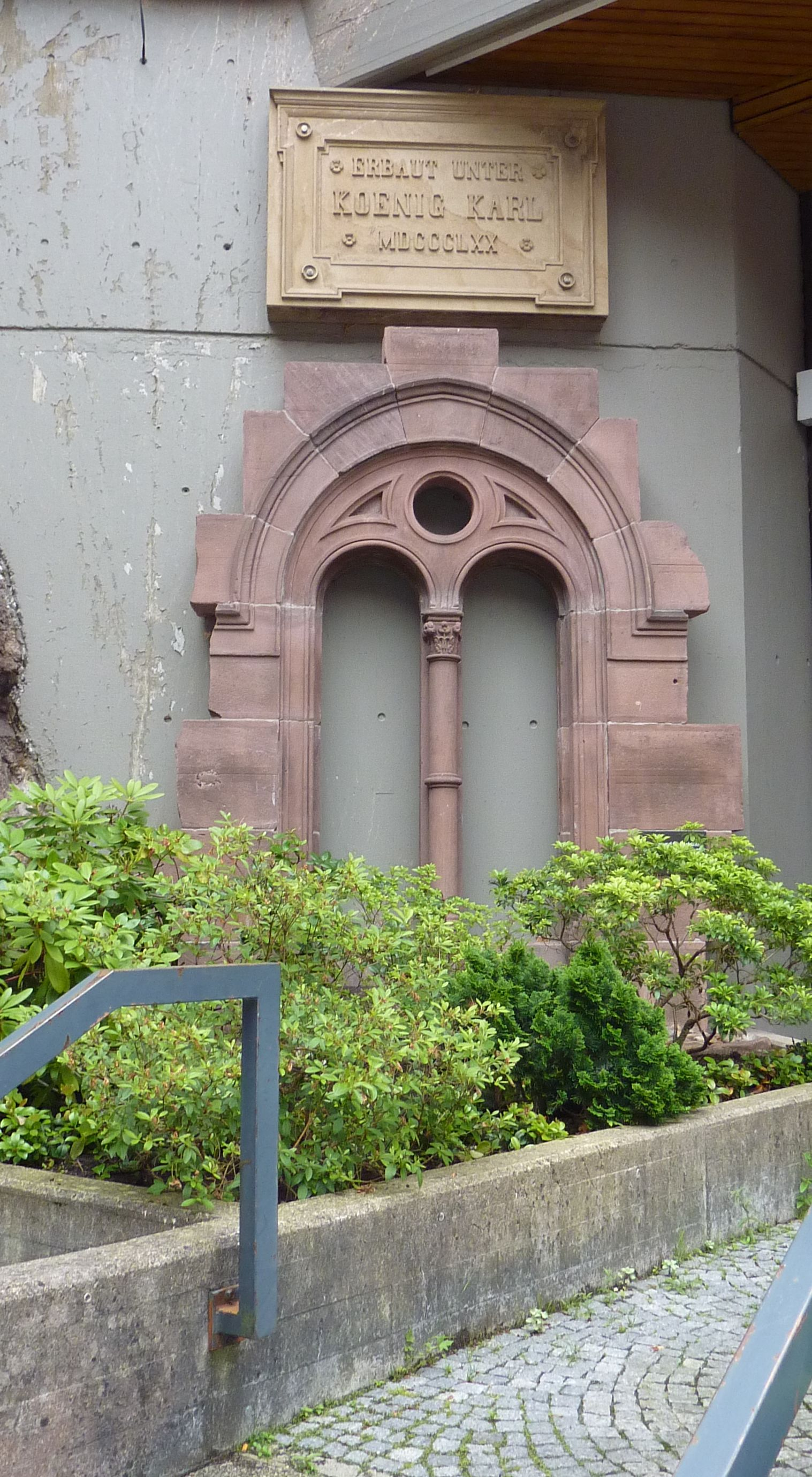
Überbleibsel des Katharinenstifts

Nach dem Neubau des Rheumakrankenhauses auf der gegenüberliegenden Talseite wurde das Katharinenstift 1968 im Zuge des Baus des Neuen Eberhardsbades abgerissen. Ein behauener Schlussstein aus Buntsandstein von der Fassade des Stifts wurde im ehemaligen Rheumakrankenhaus zur Erinnerung an das Katharinenstift in eine Innenwand eingemauert. Von dort wurde er im Jahr 2007 gestohlen. Die Diebe brachten das etwa 180 Kilogramm schwere Kunstwerk jedoch, vielleicht durch Berichte in der örtlichen Presse verunsichert, im Herbst 2008 in die Tiefgarage des Neurologischen Rehabilitationszentrums, woraufhin es gesäubert, aufgearbeitet und im Eingangsbereich der 2009 eröffneten Sana Klinik angebracht wurde. Vermutlich hingen auch die im 20. Jahrhundert aus einem Abstellraum des Neuen Eberhardsbades gestohlenen Porträts des Herrscherpaares Karl und Olga von Franz Xaver Winterhalter einst im Wildbader Katharinenstift. Im Gegensatz zu dem gestohlenen Schlussstein sind sie nicht wieder aufgetaucht.
Ein Fensterbogen und die Bauinschrift von 1870 sind erhalten geblieben und befinden sich im Eingangsbereich des Palais Thermal.
Nach dem Stift ist der in der Nähe befindliche Katharinenbrunnen benannt.